# Tierra-616
En el ficticio multiverso de Marvel Comics, la Tierra-616 es la continuidad principal en la que tienen lugar la mayoría de los títulos de Marvel Comics.

## Historia del término
El término se utilizó por primera vez en "Rough Justice", una historia atribuida a Alan Moore y Alan Davis publicada en julio de 1983 por Marvel UK en el cómic antológico The Daredevils (y luego reimpreso en el libro de bolsillo de Capitán Britania). Saturnyne usa el término para diferenciar a Brian Braddock, el Capitán Britania del universo regular de Marvel Comics, de los otros miembros del Captain Britain Corps, cada uno de los cuales habita en universos diferentes. La designación fue utilizada más tarde por la rama estadounidense de Marvel Comics en el título de Excalibur, que con frecuencia hacía referencia a las primeras aventuras del Capitán Britania publicadas en el Reino Unido. Este cómic fue escrito por Chris Claremont, quien había creado Capitán Britania, y dibujado por Alan Davis, el artista de la serie publicada en el Reino Unido. Davis más tarde tuvo una carrera como escritor y artista en el libro.
A Alan Moore se le suele atribuir la creación del término. Sin embargo, Alan Davis ha dicho que fue inventado por Dave Thorpe, el escritor anterior de las historias del Capitán Britania publicadas en el Reino Unido.
Existe una diferencia de opinión con respecto a la selección del número 616. En 2005, el yerno de Moore, John Reppion, dijo en un foro de mensajes de Internet que el número fue elegido arbitrariamente por Moore, diciendo que "era solo un número aleatorio sin importancia elegido porque la gente siempre parecía estar hablando de 'tierra 2' o 'tierra 4' pero nunca de números más altos". Sin embargo, Davis ha dicho que proviene de una variación de la Marca de la Bestia, elegido porque Thorpe "no era un fanático del género moderno de superhéroes" y expresó esto en sus historias", como registrar su opinión sobre el Universo Marvel con la designación 616".
En los clímax de las historias de "Goblin Nation" y "Spider-Verse" en Superior Spider-Man y The Amazing Spider-Man, respectivamente, se revela que Marvel 2099/Tierra-928 es el mismo universo que 616, apodado como Tierra-616 hacia 2099.